# The Last of Us: Американські мрії
«The Last of Us: Американські мрії» (англ. «The Last of Us: American Dreams») — це обмежена серія коміксів з чотирьох випусків, сюжет якої доповнює всесвіт відеогри «The Last of Us» та оповідає історію про Еллі та Райлі до подій гри. За сценарій відповідали Ніл Дракман і Фейт Ерін Гікс, ілюстрації виконала Гікс, а розфарбовуванням займався Рашель Розенберґ.
Серія вийшла у видавництві «Dark Horse Comics» у період з квітня по липень 2013 року, а збірник цілком вийшов у жовтні 2013 року. Українською серія вийшла у видавництві «MAL'OPUS» 2020 року одним томом.

## Сюжет
Після епідемії грибкової інфекції, що перетворює людей на зомбі, частина здорових людей проживає у карантинних зонах, захищених військовими. В карантинній зоні Бостона дівчинка-сирота Еллі потрапляє в бійку з групою хлопців, які намагаються вкрасти її речі. Райлі Абель втручається, б'ючи одного з хлопців, і змушує решту тікати. Еллі злиться через це, стверджуючи, що вона може подбати про себе самотужки. Невдовзі Еллі схоплюють і відправляють на громадські роботи прибирати. Поки вона виконує роботу, то розуміє, що Райлі вкрала її плеєр. Пізніше Еллі розшукує Райлі та вимагає повернути вкрадене, на що Райлі неохоче погоджується.
Вночі Еллі перестріває Райлі, яка намагалася втекти зі школи, і вимагає супроводжувати її в подорожі до покинутого торгового центру. Там обоє зустрічають друга Райлі Вінстона. Поки Вінстон навчає Еллі їздити верхи, Райлі викрадає його радіо та дізнається, що неподалік відбувся напад «Світляків» — повстанської групи, яка виступає проти влади карантинної зони. Еллі та Райлі прямують до місця нападу та виявляють, що «Світляки» поранені та програють у чисельності. Щоб допомогти їм, Еллі та Райлі кидають у військових димові шашки, дозволяючи «Світлякам» безпечно відступити. Їх помічають військові, і вони втікають у сусідній провулок, де ледве уникають укусів інфікованих.
Дівчата незабаром потрапляють у полон до «Світляків». Марлен, командувачка повстанців, впізнає Еллі та вимагає, щоб вона не наражала себе на небезпеку. Коли Райлі заявляє, що хоче приєднатися до повстанської групи, Марлен відмовляє і вони сваряться, внаслідок чого Марлен погрожує застрелити Райлі. Еллі втручається, вимагаючи під дулом пістолета, щоб Марлен пояснила, звідки їй відома інформація про Еллі. Коли Еллі нарешті опускає пістолет, Марлен повідомляє їй, що вона знала матір Еллі і пообіцяла їй піклуватися про дочку. Еллі передає пістолет Марлен, яка каже, що розповість їй більше про матір у майбутньому, а поки наказує дівчатам забиратися.
Коли Еллі та Райлі повертаються в карантинну зону, Райлі каже, що звідти немає виходу. Еллі пропонує втекти, але Райлі застерігає, що це просто нерозсудливо та смертельно небезпечно. Потім вони повертаються до школи.

## Персонажі
Головні
- Еллі — смілива, 13-річна дівчинка, Еллі виросла у цьому суворому світі, який і є всім, що вона коли-небудь знала. Бувши сиротою, вона виховувалася у школі-інтернаті, керованому військовими в межах карантинної зони. Наївна і допитлива у зовнішньому світі, вона кмітлива та здатна подбати про себе й про тих, хто її оточує. Через одержимість коміксами, дисками та іншими залишками попкультури, її база знань заповнена залишками світу, якого більше не існує.
- Райлі Абель — крута, 15-річна дівчина, що пристосувалася до способу життя військового училища. Проти тоталітарного правління без уряду, тому стала підтримувати повстанське угрупування «Світляків». Ближче до кінця свого п'ятнадцятого року життя Райлі зіткнулася з вибором: піти служити в армію або самій дбати про себе на свободі.

Другорядні
- Контрабандисти — це вцілілі незаражені, що займаються за платню таємним переселенням людей, постачанням і контрабандою через контрольовані військовими райони. Багато хто звертається до контрабандистів, щоб потрапити в карантинні зони, коли у них немає належних посвідчень особи або документів.
- Світляки — це група революційного ополчення. Вони повстають проти військового гніту FEDRA в численних карантинних зонах в надії зрештою відновити уряд США, хоч і програють війну проти FEDRA.
  - Марлен
- FEDRA («Federal Disaster Response Agency», укр. «Федеральне агентство з ліквідації наслідків стихійних лих») — це антагоністична фракція, більш-менш об'єднана збройними силами Сполучених Штатів як керівна влада карантинних зон.
  - Вінстон Ашер
  - Капрал «Придурок»
- Заражені — це люди, які були інфіковані та згодом мутовані у жахливі нові форми грибковою інфекцією мозку кордицепсом. Виниклі в результаті істоти дуже агресивні й нападають на будь-яку незаражену людину задля поширення спор грибка.

## Виробництво
Під час створення The Last of Us, видавництво коміксів «Dark Horse Comics» звернулося до Ніла Дракмана з ідеєю створення тай-ін коміксу до гри. Спочатку побоюючись такої перспективи, Дракман сказав, що «Dark Horse» «заманили його, тому що „вони не хотіли робити щось тангенціально“» даючи можливістю розширення своїх персонажів і всесвіту за межі однієї гри. Після питання про те, кого з творців він хотів би бачити у цьому проєкті, Дракман звернувся до вебхудожниці Фейт Ерін Гікс. Вже знаючи про цю гру, Гікс пізніше була найнята як співавторка та художниця.
З приводу змісту коміксу Дракман і Гікс заявили, що «Американські мрії» будуть зосереджені насамперед на «повсякденному житті» Еллі у межах карантинної зони, яка залишається недослідженою в грі. На порозі свого тринадцятого дня народження Еллі стикається з вибором: піти в армію тоталітарного уряду FEDRA або піддатися відлученню та виживати самостійно. Гікс цитує, що комікс схожий на її власні роботи, докладно описуючи життя «дівчат-підлітків і зомбі», і можливість об'єднати ці два елементи забезпечують виклик на перспективу виживання в середовищі, подібним до Еллі.
Що стосується Райлі, Гікс та Дракман описують її як «жорстку» і «круту старшу дівчинку» в цій історії. Вона формує відносини з Еллі напередодні її власного вибору для вступу в армію і впливатиме на події, які призвели до гри.

## Критика
Серія отримала в цілому позитивні відгуки. Похвала була особливо спрямована на сюжет і художнє оформлення коміксу, які «доповнювали один одного». Комікс також мав комерційний успіх; перший випуск розпродався, і в результаті високий попит призвів до того, що «Dark Horse» перевидало цей випуск.